# Trichoniscoides modestus
Trichoniscoides modestus är en kräftdjursart som beskrevs av Emil Racoviţă 1908C. Trichoniscoides modestus ingår i släktet Trichoniscoides och familjen Trichoniscidae.

## Underarter
Arten delas in i följande underarter:
- T. m. modestus
- T. m. davidi
- T. m. girondinensis